# Synagoge (Mynkiwzi)

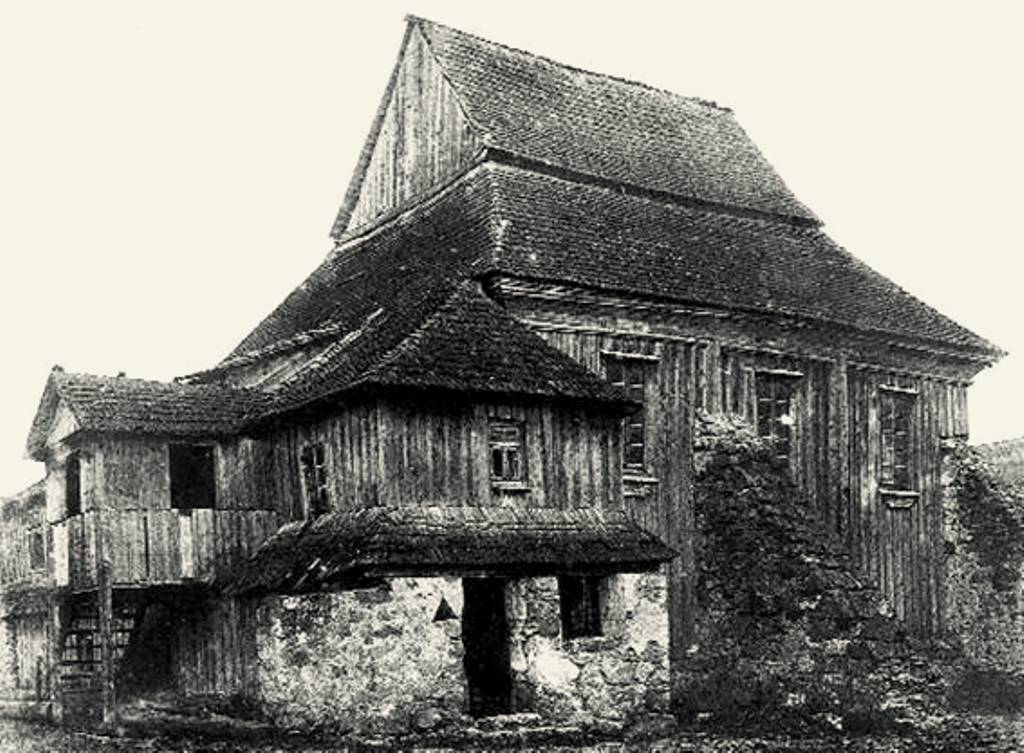
Hölzerne Synagoge in Mynkiwzi, um 1920

Die 1776 erbaute hölzerne Synagoge in Mynkiwzi, einem Ort in der Oblast Chmelnyzkyj in der Ukraine, wurde im Zweiten Weltkrieg zerstört. Sie stand am Ufer des Flusses Uschizja.

## Architektur
Die Haupthalle war quadratisch. Die Wände bestanden aus horizontalen Holzbalken, die außen von Brettern abgedeckt waren. Das Dach war zweistöckig. Im Inneren der Halle waren mehrfarbige Gemälde. Um die Haupthalle herum entstanden im Laufe der Zeit ungeordnete Anbauten, teils aus großen Steinen, teils auch wieder aus Holz.